# Leges Clodiae
Leges Clodiae ("leis Clodianas") foram uma série de leis (plebiscitos) aprovadas pelo Conselho Plebeu da República Romana sob o tribuno Públio Clódio Pulcro em 58 a.C. Clódio era um membro patrício ("gens") Cláudio. Com o apoio de Júlio César, que ocupou seu primeiro consulado em 59 a.C., Clódio foi adotado por uma plebeia para se qualificar para o cargo de tribuno da plebe, que não era aberta aos patrícios. Clódio foi notoriamente um amargo oponente de Cícero.

## As Leis
Uma lei, a Lex Clodia de Auspiciis ("A Lei de Clódio sobre os Auspícios"), impedia os magistrados romanos, que presidiam as assembleias legislativas, de dissolver as assembleias (especificamente, a Assembleia Tribal), declarando que presságios desfavoráveis (auspícios) foram observados. Esta tinha sido uma forma comum de obstrução legislativa por séculos, e foi formalmente codificada por volta do ano 150 a.C. pela Lex Aelia et Fufia. Pompeu, por exemplo, era conhecido por ter usado esse dispositivo obstrutivo pelo menos uma vez. Assim, com efeito, esta lei revogou a Lex Aelia et Fufia.
Outra lei, a Lex Clodia de Censoribus ("A Lei de Clódio sobre os Censores"), prescrevia certas regras para os Censores Romanos no exercício de suas funções como inspetores da moral pública (mores). Também exigia a concordância de ambos os censores para infligir a nota censoria. Durante o censo (realizado uma vez a cada cinco anos), os censores podiam colocar uma nota ao lado do nome de um cidadão, geralmente por crimes como falência, covardia ou ter sido gladiador. Se um cidadão tivesse uma nota colocada ao lado de seu nome, ele estava sujeito a uma série de penalidades, incluindo multas, exílio, atribuição a uma tribo inferior para fins de voto, ou mesmo a perda de sua cidadania. Assim, ao exigir o concurso para a colocação de uma nota, esta lei colocou um controlo adicional sobre os poderes dos Censores. Este era tipicamente o único ato que exigia a concordância de ambos os censores. Além disso, quando um senador já havia sido condenado perante um tribunal ordinário, essa lei permitia que os censores o removessem do senado de forma sumária. Esta lei foi revogada em 52 a.C. pela Lex Caecilia De Censoria, que foi promulgada por um inimigo político de Clódio, Metelo Cipião.
Uma terceira lei, a Lex Clodia de Civibus Romanis Interemptis, foi fundamental para o apoio de César a Clódio. A lei ameaçava punir quem oferecesse fogo e água a quem executasse cidadãos romanos sem julgamento "qui civem Romanum indemnatum interemisset, ei aqua et igni interdiceretur". Este foi um meio engenhoso de forçar Cícero ao exílio sem experimentá-lo diretamente. Cícero, um inimigo de Clódio que havia executado membros da conspiração catilinária vários anos antes sem julgamento formal, era claramente o alvo pretendido da lei. César apoiou Clódio porque queria que Cícero fosse exilado (Cícero era um dos líderes dos optimates do Senado, que era um grupo que se opunha a César, Clódio e outros populares.) Como resultado dessa lei, Cícero foi para o exílio, do qual não retornou por 18 meses.
Uma quarta lei, a Lex Clodia Frumentaria, exigia a distribuição gratuita de grãos aos cidadãos pobres de Roma. Antes dessa lei, os grãos eram distribuídos aos pobres de Roma a um preço baixo. Isso foi algo radical, pois durante os primeiros séculos da república, pelas leis valerianas e porcianas, vários cidadãos foram executados por distribuir grãos grátis aos pobres, sob a preocupação de que eles estivessem planejando ganhar apoio popular para derrubar o governo e apoderar-se de uma tirania.
Uma quinta lei, a Lex Clodia de Sodalitatibus ("A Lei de Clodius sobre as Associações") era uma lei que declarava que certos clubes de "natureza semi-política" (ou seja, gangues armadas) eram legais. Esses clubes foram abolidos por um decreto do senado em 80 a.C., provavelmente por insistência do aristocrático ditador romano Lucius Cornelius Sulla, que tentou enfraquecer o poder dos cidadãos de Roma e fortalecer o senado. O resultado desta lei foi uma onda de violência e guerra de gangues que resultou no assassinato de Clódio, e isso não terminaria até o fim da república e o estabelecimento do Império Romano.
Uma sexta lei, a Lex Clodia de Libertinorum Suffragiis ("A Lei de Clódio sobre o voto dos libertos") tentou estender os direitos de voto (sufrágio) dos libertos (ou seja, dos ex-escravos).
Uma sétima lei, a Lex Clodia de Rege Ptolemaeo et de exsulibus Byzantinis pertencia a várias províncias orientais de Roma e estados vassalos (em particular o Egito ptolomaico e Bizâncio na Grécia).